# Rio Macucuaú
Rio Macucuaú är ett vattendrag i Brasilien.   Det ligger i delstaten Roraima, i den nordvästra delen av landet, 2 200 km nordväst om huvudstaden Brasília.
I omgivningarna runt Rio Macucuaú växer i huvudsak städsegrön lövskog. Trakten runt Rio Macucuaú är nära nog obefolkad, med mindre än två invånare per kvadratkilometer.